# Нолан, Кевин
Ке́вин Э́нтони Джэнс Но́лан (англ. Kevin Anthony Jance Nolan; род. 24 июня 1982[…], Ливерпуль) — английский футболист, полузащитник; тренер.
Кевин вырос в Токстете, Ливерпуль. В возрасте 16 лет подписал контракт с «Болтоном». Сыграл в плей-офф Чемпионата Футбольной лиги 2001 года, в котором «Болтон» обыграл «Престон» и вышел в Премьер-лигу. В первых двух сезонах в Премьер-лиге забивал в ворота «Манчестер Юнайтед» на «Олд Траффорд», а также другие важные голы, которые помогли «Болтону» регулярно завершать сезон в верхней части турнирной таблицы. Нолан был игроком основного состава, когда «Болтон» впервые в своей истории квалифицировался в Кубок УЕФА — в котором клуб достиг фазы плей-офф. После ухода из клуба Джей-Джей Окоча в 2006 году Нолан был назначен капитаном.
После того как «Болтон» возглавил Гари Мегсон, выступления команды в целом и Нолана в частности подвергались широкой критике со стороны болельщиков клуба. В итоге, Нолан покинул команду и перешёл в «Ньюкасл» за £4 млн в январе 2009 года. По итогам сезона «Ньюкасл» вылетел из Премьер-лиги. В следующем сезоне игра Нолана за «Ньюкасл» удостоилась самых высоких оценок: он забил 17 голов в Чемпионате Футбольной лиги, включая свой первый хет-трик, и помог «сорокам» вернуться в Премьер-лигу.
Летом 2011 года перешёл в «Вест Хэм Юнайтед», главным тренером которого был Сэм Эллардайс, знакомый Нолану по работе в «Болтоне». Нолан покинул «Вест Хэм Юнайтед» летом 2015 года.

## Биография
Нолан родился 24 июня 1982 года в Ливерпуле, Мерсисайд. Он вырос в футбольной семье в Токстете, районе Ливерпуля, и с детства мечтал стать футболистом. С 14 лет начал выступать за школьную команду Ливерпуля по футболу. В детстве болел за «Ливерпуль», хотя его любимыми футболистами были игроки «Манчестер Юнайтед» — Эрик Кантона и Ли Шарп. В 2005 году Нолан объявил о помолвке, а летом 2008 года женился. В ноябре 2006 года у него родилась дочь, а в январе 2010 года — сын.

## Клубная карьера

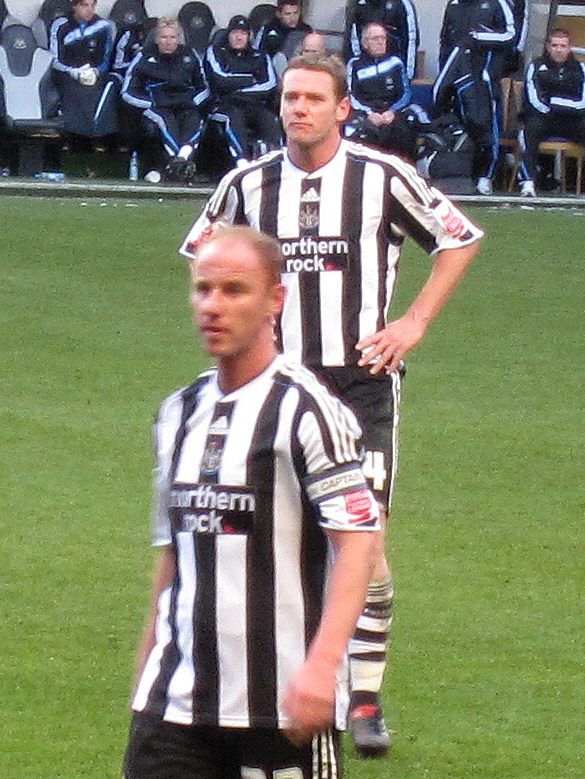
Нолан (сверху) и Ники Батт в матче «Ньюкасла».

В возрасте 16 лет Нолан перешёл в молодёжную академию «Болтона», а спустя год подписал с клубом профессиональный контракт и сыграл свой первый матч за клуб. Он сыграл финале плей-офф Чемпионата Футбольной лиги, в котором «Болтон» обыграл «Престон» и вышел в Премьер-лигу.
В сезоне 2001/02 (дебютном для Нолана в Премьер-лиге) он забил 8 голов, включая «дубль» в ворота «Лестер Сити» в день открытия чемпионата. Он также забил первый гол «Болтона» в матче на «Олд Траффорд», в котором «рысаки» обыграли «Манчестер Юнайтед» со счётом 2:1. В следующем сезоне Нолан вновь забил на «Олд Траффорд», обеспечив победу «Болтону» со счётом 1:0. Главный тренер «Манчестер Юнайтед» Алекс Фергюсон, по некоторым данным, пристально следил за выступлениями Нолана, обдумывая его возможный трансфер. В этом сезоне «Болтон» избежал вылета из Премьер-лиги лишь благодаря победе над «Мидлсбро» в матче последнего тура.
29 января 2009 года «Ньюкасл Юнайтед» согласовал с «Болтоном» переход Нолана за £4 млн, а на следующий день футболист прошёл медобследование и согласовал условия личного контракта. Нолан подписал с «Ньюкаслом» контракт сроком на четыре с половиной года.
26 февраля 2011 года забил свой 50-й гол в премьер-лиге.
16 июня 2011 года о подписании Кевина Нолана официально объявил «Вест Хэм Юнайтед». С игроком был подписан рассчитанный на 5 лет контракт.

## Карьера в сборной
Нолан вызывался в сборную Англии до 18 лет и сборную до 21 года. Некоторые эксперты полагали, что он будет выступать за основную сборную Англии. Нолан также мог выступать за сборную Ирландии или Нидерландов из-за своего происхождения.

## Тренерская карьера
21 января 2016 года был назначен играющим тренером клуба «Лейтон Ориент», подписав контракт на 2,5 года. 12 апреля 2016 года, когда команда была в двух очках от зоны плей-офф Лиги 2, был освобожден от обязанностей главного тренера и покинул клуб 6 июля.
12 января 2017 года возглавил «Ноттс Каунти», когда команда находилась на расстоянии одного очка от зоны вылета. 30 января был зарегистрирован как игрок. Под его руководством клуб избежал вылета в Национальную конференцию. 20 сентября подписал новый контракт, рассчитанный на три года, и в этом же месяце выиграл награду лучшему тренеру месяца. Клуб закончил сезон на 5-м месте, попав в плей-офф турнира за выход в Лигу 1.

## Достижения

### Командные
Болтон Уондерерс
- Победитель плей-офф Первого дивизиона: 2001
- Финалист Кубка Футбольной лиги: 2004

Ньюкасл Юнайтед
- Победитель Чемпионата Футбольной лиги: 2009/10

### Личные
- Игрок месяца английской Премьер-лиги: февраль 2006[30]
- Игрок года в Чемпионате Футбольной лиги: 2009/10[31]
- Игрок месяца в Чемпионате Футбольной лиги по версии болельщиков: октябрь 2009[32]
- Член «команды года» в Чемпионате Футбольной лиги: 2009/10
- Игрок месяца Чемпионата Футбольной лиги: апрель 2010

## Статистика
| Клуб             | Сезон            | Лига | Лига | Национальные кубки | Национальные кубки | Национальные кубки | Национальные кубки | Еврокубки | Еврокубки | Другие | Другие | Итого | Итого |
| Клуб             | Сезон            | Лига | Лига | Кубок Англии       | Кубок Англии       | Кубок Лиги         | Кубок Лиги         | Еврокубки | Еврокубки | Другие | Другие | Итого | Итого |
| Клуб             | Сезон            | Игры | Голы | Игры               | Голы               | Игры               | Голы               | Игры      | Голы      | Игры   | Голы   | Игры  | Голы  |
| ---------------- | ---------------- | ---- | ---- | ------------------ | ------------------ | ------------------ | ------------------ | --------- | --------- | ------ | ------ | ----- | ----- |
| Болтон Уондерерс | 1999/00          | 4    | 0    | 0                  | 0                  | 0                  | 0                  | -         | -         | 0      | 0      | 4     | 0     |
| Болтон Уондерерс | 2000/01          | 31   | 1    | 4                  | 2                  | 0                  | 0                  | -         | -         | 2      | 0      | 37    | 3     |
| Болтон Уондерерс | 2001/02          | 35   | 8    | 2                  | 0                  | 2                  | 0                  | -         | -         | 0      | 0      | 39    | 8     |
| Болтон Уондерерс | 2002/03          | 33   | 1    | 2                  | 0                  | 1                  | 0                  | -         | -         | 0      | 0      | 36    | 1     |
| Болтон Уондерерс | 2003/04          | 37   | 9    | 2                  | 1                  | 5                  | 2                  | -         | -         | 0      | 0      | 44    | 12    |
| Болтон Уондерерс | 2004/05          | 36   | 4    | 4                  | 0                  | 2                  | 0                  | -         | -         | 0      | 0      | 42    | 4     |
| Болтон Уондерерс | 2005/06          | 36   | 9    | 3                  | 0                  | 2                  | 0                  | 7         | 2         | 0      | 0      | 48    | 11    |
| Болтон Уондерерс | 2006/07          | 31   | 3    | 2                  | 1                  | 1                  | 1                  | -         | -         | 0      | 0      | 34    | 5     |
| Болтон Уондерерс | 2007/08          | 33   | 5    | 0                  | 0                  | 1                  | 0                  | 5         | 0         | 0      | 0      | 39    | 5     |
| Болтон Уондерерс | 2008/09          | 20   | 0    | 1                  | 0                  | 1                  | 1                  | -         | -         | 0      | 0      | 22    | 1     |
| Болтон Уондерерс | Итого            | 296  | 40   | 20                 | 4                  | 15                 | 4                  | 12        | 2         | 2      | 0      | 345   | 50    |
| Ньюкасл Юнайтед  | 2008/09          | 11   | 0    | 0                  | 0                  | 0                  | 0                  | -         | -         | 0      | 0      | 11    | 0     |
| Ньюкасл Юнайтед  | 2009/10          | 44   | 17   | 2                  | 0                  | 2                  | 1                  | -         | -         | 0      | 0      | 48    | 18    |
| Ньюкасл Юнайтед  | 2010/11          | 30   | 12   | 1                  | 0                  | 1                  | 0                  | -         | -         | 0      | 0      | 32    | 12    |
| Ньюкасл Юнайтед  | Итого            | 85   | 29   | 3                  | 0                  | 3                  | 1                  | 0         | 0         | 0      | 0      | 91    | 30    |
| Вест Хэм Юнайтед | 2011/12          | 43   | 12   | 0                  | 0                  | 1                  | 0                  | -         | -         | 2      | 1      | 46    | 13    |
| Вест Хэм Юнайтед | 2012/13          | 35   | 10   | 2                  | 0                  | 1                  | 0                  | -         | -         | 0      | 0      | 38    | 10    |
| Вест Хэм Юнайтед | 2012/13          | 1    | 1    | 0                  | 0                  | 0                  | 0                  | 0         | 0         | 0      | 0      | 1     | 1     |
| Вест Хэм Юнайтед | Итого            | 79   | 23   | 2                  | 0                  | 2                  | 0                  | 0         | 0         | 2      | 1      | 85    | 24    |
| Всего за карьеру | Всего за карьеру | 460  | 92   | 25                 | 4                  | 20                 | 5                  | 12        | 2         | 4      | 1      | 521   | 104   |

(откорректировано по состоянию на 17 августа 2013 года)